# Иван Джангозов
Иван Димитров Джангозов е български офицер, генерал-майор от артилерията, участник в Първата (1915 – 1918) и Втората световна война (1941 – 1945).

## Биография
Иван Джангозов е роден на 1 януари 1896 г. в Хасково. На 5 октомври 1916 г. е произведен в чин подпоручик и взема участие в Първата (1915 – 1918), през която служи като командир на взвод от 3-ти артилерийски полк. Съгласно заповед № 464 по Министерството на войната от 1921 г. „за отличия и заслуги през третия период на войната“ е награден с Военен орден „За храброст“ IV степен 1 клас. На 5 май 1918 г. е произведен в чин поручик, на 20 януари 1923 в чин капитан.
През 1928 г. е назначен на служба в 3-ти артилерийски полк, от 1929 г. е в Артилерийската инспекция, а от 1931 е в Държавната военна фабрика. Междувременно, през 1930 г. завършва Висшето техническо училище в Берлин и става артилерийски инженер. През 1936 г. е изпратен на служба в 4-ти артилерийски полк, от 1938 г. е на служба в Държавната военна фабрика в Сопот, а от следващата годна е на служба в Оръжейната инспекция. На 6 май 1940 е произведен в чин полковник и от 1942 г. е на служба във военната фабрика в Казанлък. През 1944 г. е назначен за началник на военните фабрики и на 6 май 1944 г. е произведен в чин генерал-майор. През 1945 г. е уволнен от служба.

## Военни звания
- Подпоручик (5 октомври 1916)
- Поручик (30 май 1918)
- Капитан (30 януари 1923)
- Майор
- Подполковник
- Полковник (6 май 1940)
- Генерал-майор (6 май 1944)

## Образование
- Военно на Негово Княжеско Височество училище (до 1916)
- Висше техническо училище в Берлин, Германия (до 1930)

## Награди
- Военен орден „За храброст“ IV степен 1 клас (1921)